# Olympiske flygtningehold ved sommer-OL 2016
Det olympiske flygtningehold (Refugee Olympic Team) deltog ved sommer-OL 2016 i Rio de Janeiro i Brasilien. I marts 2016 erklærede præsidenten for Internationale Olympiske Komité (IOC) Thomas Bach, at IOC ville vælge fem til ti flygtninge til at konkurrere ved OL i Rio, i forbindelse med den "verdensomspændende flygtningekrise", hvoraf flygtningekrisen i Europa var en fremtrædende del.

## Deltagere
| Deltager          | Oprindelsesland             | Værts-NOC  | Sport    | Konkurrence     |
| ----------------- | --------------------------- | ---------- | -------- | --------------- |
| James Chiengjiek  | Sydsudan                    | Kenya      | Atletik  | 400 m           |
| Yiech Biel        | Sydsudan                    | Kenya      | Atletik  | 800 m           |
| Paulo Lokoro      | Sydsudan                    | Kenya      | Atletik  | 1500 m          |
| Yonas Kinde       | Etiopien                    | Luxembourg | Atletik  | Marathon        |
| Popole Misenga    | Demokratiske Republik Congo | Brasilien  | Judo     | 90 kg           |
| Rami Anis         | Syrien                      | Belgien    | Svømning | 100 m butterfly |
| Rose Lokonyen     | Sydsudan                    | Kenya      | Atletik  | 800 m           |
| Anjelina Lohalith | Sydsudan                    | Kenya      | Atletik  | 1500 m          |
| Yolande Mabika    | Demokratiske Republik Congo | Brasilien  | Judo     | 70 kg           |
| Yusra Mardini     | Syrien                      | Tyskland   | Svømning | 100 m fri       |